# Wiesław Śladkowski
Wiesław Andrzej Śladkowski (ur. 28 lutego 1935 w Grajewie) – polski historyk, wykładowca akademicki, emerytowany profesor Uniwersytetu Marii Curie-Skłodowskiej w Lublinie, w tym m.in. dyrektor Instytutu Historii UMCS w latach 1977–1978 i kierownik Zakładu Historii Nowożytnej w latach 2001–2005 oraz członek Senatu uczelni jako delegat Wydziału Humanistycznego.

## Życiorys
Ukończył szkołę podstawową oraz I Liceum Ogólnokształcące im. Jana Długosza w Nowym Sączu. Chcąc studiować historię, zdał egzamin na Uniwersytecie Jagiellońskim, lecz został odgórnie skierowany na studia na Uniwersytecie Marii Curie-Skłodowskiej w Lublinie. W 1955, pozostając pod opieką naukową Jana Gurby i Jana Kowalczyka opublikował, jako uczestnik wykopalisk archeologicznych, swój pierwszy artykuł Cztery tysiące lat w Klementowicach („Kultura i Życie” 1955, nr 22, s. 3). W 1956 obronił pracę magisterską Organizacja, skład społeczny i wyznaniowy sejmiku lubelskiego w latach 1571–1648, napisaną pod kierunkiem prof. Henryka Zinsa.
Po studiach podjął pracę w Wojewódzkim Archiwum Państwowym w Lublinie. W tym czasie poznał i nawiązał kontakt z wybitnymi historykami: Adamem Kerstenem, Marianem Henrykiem Serejskim, Henrykiem Wereszyckim i ks. Mieczysławem Żywczyńskim. Od 1959 był asystentem naukowym prof. Juliusza Willaume’a w Katedrze Historii Powszechnej Nowożytnej UMCS. Doktoryzował się pracą pt. Kolonizacja niemiecka w południowo-wschodniej części Królestwa Polskiego w latach 1815–1915 (wyd. 1969).
W 1969 r. był stypendystą rządu francuskiego. Jego praca habilitacyjna pt. Opinia publiczna we Francji wobec sprawy polskiej w latach 1914–1918 (kolokwium habilitacyjne: 19 grudnia 1973) wydana została w 1976. Na przełomie lat 1976–1977 ponownie przebywał we Francji na stypendium paryskiej École des Hautes Études en Sciences Sociales i francuskiego Ministerstwa Spraw Zagranicznych. Od 1982 profesor nadzwyczajny, a od 1992 – profesor zwyczajny.
Jest autorem około czterystu publikacji: artykułów, rozpraw w publikacjach zbiorowych i książek (m.in. polskich biografii Georgesa Clemenceau i Ferdinanda Focha). W badaniach naukowych zajmuje się głównie historią Lublina i Lubelszczyzny, w tym zwłaszcza dziejów politycznych i kulturalnych w drugiej połowie XIX w., ze szczególnym uwzględnieniem problematyki Powstania styczniowego, a także dziejami Francji, w tym problematyką stosunków polsko-francuskich i dziejami Polaków w tym kraju.
W latach 60. był członkiem czteroosobowego zespołu (wspólnie z Tadeuszem Mencelem, Józefem Tomczykiem i Zygmuntem Mańkowskim), przygotowującym tom z wyborem pamiętników uczestników powstania styczniowego w Lublinie i na Lubelszczyźnie (opracował wspomnienia rotmistrza kawalerii narodowej Antoniego Migdalskiego; tom ukazał się jako Powstanie styczniowe na Lubelszczyźnie. Pamiętniki, Wydawnictwo Lubelskie, Lublin 1966). Z powodów cenzuralnych w książce nie ukazał się natomiast, opracowany przez Śladkowskiego pamiętnik Kazimierza Gregorowicza, który, jako samodzielną publikację wydano dopiero 18 lat później (Zarys główniejszych wypadków w województwie lubelskim w r. 1861, Wydawnictwo Lubelskie, Lublin 1984). Po latach Śladkowski opublikował także książkę Kazimierz Gregorowicz. Naczelnik cywilny województwa lubelskiego w 1863 r. i orędownik unii polsko-ukraińskiej (Warszawa 2020, ISBN 978-83-953065-2-5).
W 2005 r., z okazji 50-lecia pracy naukowej ukazała się księga pamiątkowa Ku Niepodległej. Ścieżki polskie i francuskie 1795-1918 pod redakcją Małgorzaty Willaume, zawierająca bibliografię prac naukowych Śladkowskiego, spis obronionych pod jego kierunkiem prac magisterskich i doktorskich oraz teksty naukowe różnych autorów dotyczące historii Polski i Francji (Wydawnictwo Uniwersytetu Marii Skłodowskiej-Curie, Lublin 2005, ISBN 83-227-2378-4).
13 marca 2025 w Wojewódzkiej Bibliotece Publicznej im. Hieronima Łopacińskiego w Lublinie odbyła się uroczystość z okazji 90. urodzin oraz 70-lecia pracy naukowej Śladkowskiego, połączona z promocją jego książki O utraconej i odzyskiwanej Niepodległości (2025). Laudację książki wygłosił Wiesław Caban z Wydziału Humanistycznego Uniwersytetu Jana Kochanowskiego w Kielcach.

## Członkostwo w gremiach naukowych i organizacjach
Źródło:
- Komitet Badania Polonii Polskiej Akademii Nauk (od 1980);
- Rada Naukowa Instytutu Historii PAN w Warszawie (1982-1986);
- Komitet Nauk Historycznych Polskiej Akademii Nauk (w kadencji od 1997);
- Rada Archiwalna przy Naczelnej Dyrekcji Archiwów Państwowych (1998-2001);
- Polskie Towarzystwo Historyczne (członek honorowy; sekretarz generalny w latach 1994–1997 i wiceprezes w latach 1997–2000);
- Lubelskie Towarzystwo Naukowe
- Rada Muzealna Muzeum w Sandomierzu (od 2003);
- Rada Naukowo-Programowa Wojewódzkiej Biblioteki Publicznej im. Hieronima Łopacińskiego w Lublinie.

## Ordery i odznaczenia
- Krzyż Oficerski Orderu Odrodzenia Polski (30 października 1998)[7]

## Życie prywatne
Syn Władysława Śladkowskiego – inżyniera leśnika, podczas II wojny światowej żołnierza Wojska Polskiego we Francji, pozostałego po II wojnie światowej na emigracji oraz Wandy z domu Szafraniec – nauczycielki (która zginęła we wrześniu 1939, osłaniając syna podczas ostrzału niemieckiej armii pancernej Heinza Guderiana, podczas ewakuacji pod Mielnikiem).
Dedykacja poświęcona matce i okolicznościom jej śmierci znajduje się w książce Śladkowskiego Stary Tygrys. Georges Clemenceau (1978; wydanie drugie poszerzone: 1998).
Miał młodszego brata Janusza.
Jego żona Grażyna jest doktorem nauk medycznych – hepatologiem dziecięcym (pracowała w Instytucie Pediatrii Akademii Medycznej w Lublinie), córka Anna – prawnikiem i notariuszem.
Mieszka w dzielnicy Węglin Południowy, w Lublinie.

## Książki

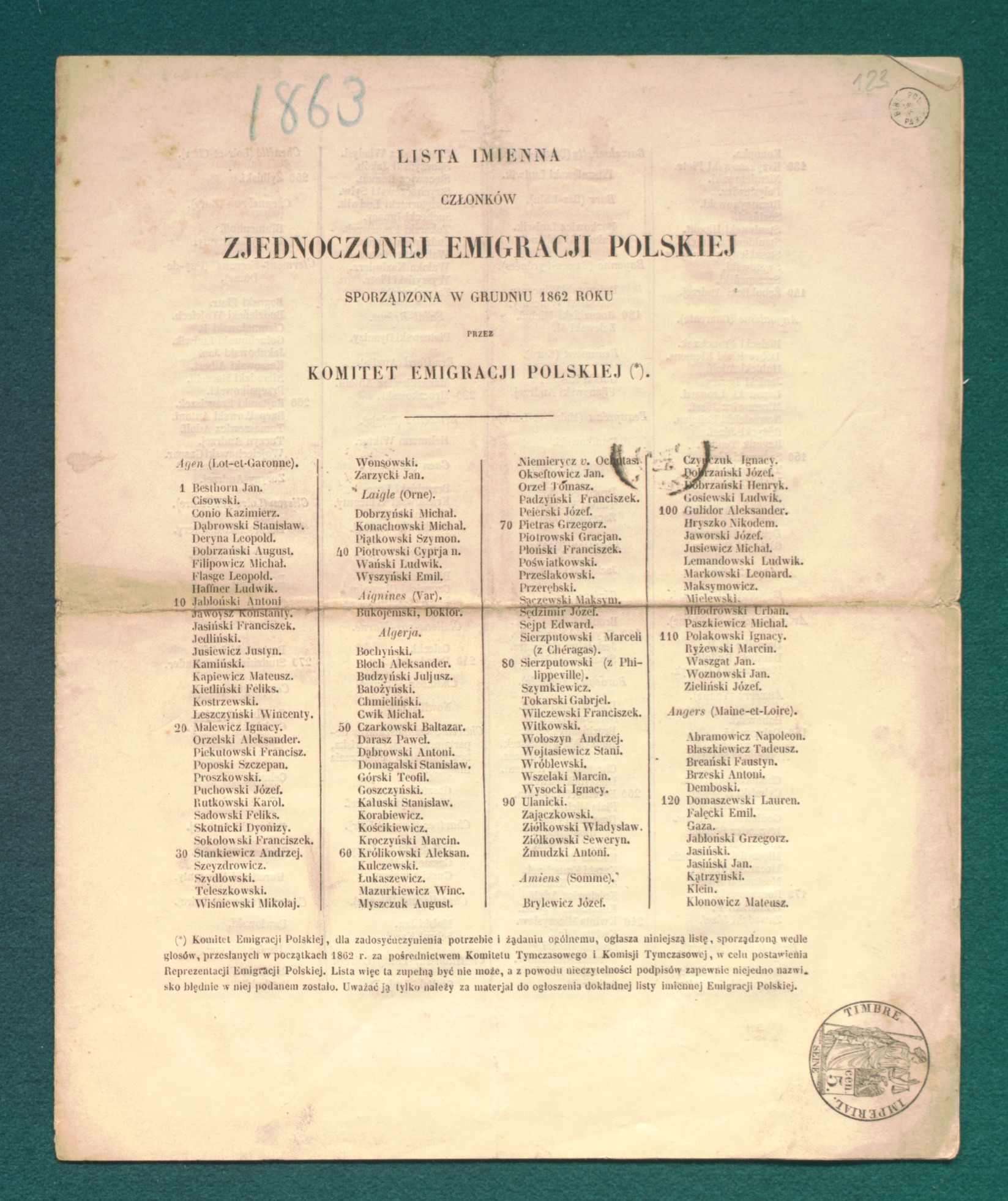
Lista imienna członków Zjednoczonej Emigracji Polskiej sporządzona i ogłoszona przez Komitet Emigracji Polskiej na podstawie list przesłanych przez Komitet Tymczasowy i Komisję Tymczasową. Stosunek ugrupowań politycznych Wielkiej Emigracji do wydarzeń w Królestwie Polskim poprzedzających wybuch powstania styczniowego, nie ograniczał się tylko do roztrząsania i oceniania ich na łamach prasy wychodźczej. Podejmowano równolegle wysiłki organizacyjne, które miały przygotować emigrację do wypełnienia przez nią służebnych zadań wobec kraju, zwłaszcza gdy wybuchnie walka zbrojna. Lista zwolenników Komitetu obejmuje 1400 nazwisk, a więc większość aktywnych jeszcze emigrantów, zwłaszcza z tzw. starej emigracji. Najwięcej ich zamieszkiwało Paryż i okolice, Londyn wraz z Portsmouth i Algierię. Lista została wydrukowana i wydana w Paryżu w drukarni L. Martineta

- Kolonizacja niemiecka w południowo-wschodniej części Królestwa Polskiego w latach 1815–1915 (Wydawnictwo Lubelskie, Lublin 1969);
- Opinia publiczna we Francji wobec sprawy polskiej podczas pierwszej wojny światowej 1914-1918 (streszczenie rozprawy habilitacyjnej; Uniwersytet Marii Curie-Skłodowskiej, Wydział Humanistyczny, Lublin 1973); wydanie poszerzone jako: Opinia publiczna we Francji wobec sprawy polskiej w latach 1914–1918 (Zakład Narodowy im. Ossolińskich Wydawnictwo Polskiej Akademii Nauk, Wrocław-Warszawa-Kraków-Gdańsk 1976; seria: Lubelskie Towarzystwo Naukowe, Prace Wydziału Humanistycznego, Monografie Tom V; recenzenci: Janusz Pajewski, Juliusz Willaume);
- Emigracja polska we Francji 1871-1918 (Wydawnictwo Lubelskie, Lublin 1980, ISBN 83-222-0147-8);
- Polacy we Francji (seria: „Z dziejów Polonii” Polonijnego Centrum Kulturalno-Oświatowego Uniwersytetu Marii Curie-Skłodowskiej i Towarzystwa Łączności z Polonią Zagraniczną „Polonia” w Lublinie; Wydawnictwo Polonia, Lublin 1985);
- Georges Clemenceau – Stary Tygrys (Wydawnictwo Łódzkie, Łódź 1988, ISBN 83-218-0654-6); wydanie drugie poszerzone jako: Ojciec Zwycięstwa – Georges Clemenceau (Wydawnictwo Uniwersytetu Marii Curie-Skłodowskiej, Lublin 1998, ISBN 83-227-1231-6);

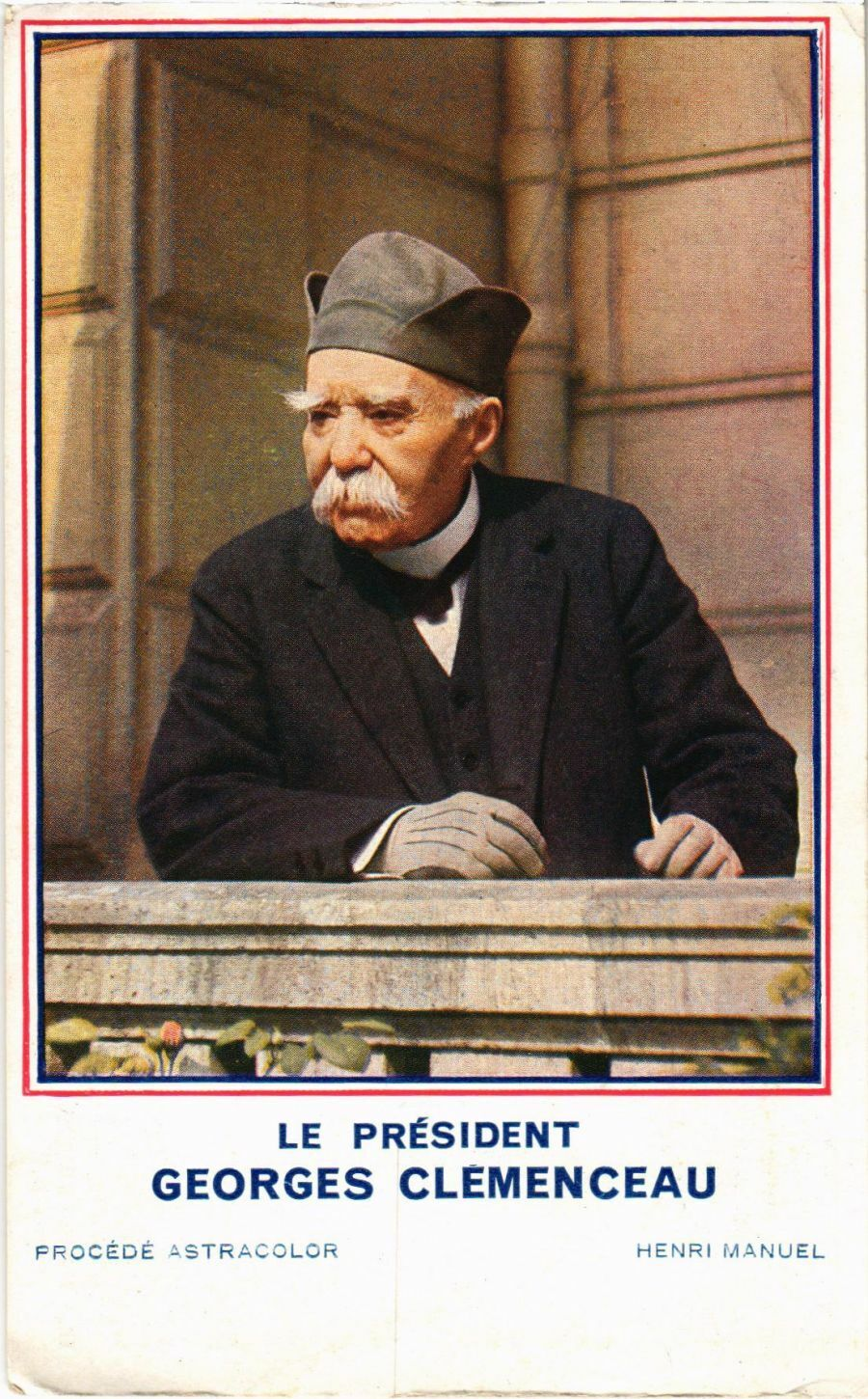
Georges Clemenceau (1841-1929) – francuski polityk i Przewodniczący Rady Ministrów III Republiki Francuskiej w latach 1906–1909 i 1917-1920, bohater biografii autorstwa Wiesława Śladkowskiego wydanej w 1988 (wznowienie w 1998)

- Wychodźstwa polskiego zarys dziejowy (seria: „Wykłady otwarte UMCS”; UMCS – AWH Agencja Wydawniczo-Handlowa Antoni Dudek, Lublin 1994, ISBN 83-859-7608-6);
- Wysepka polska we Francji. U Marii i Henryka Gierszyńskich w Ouarville 1878-1930 (Wydawnictwo Uniwersytetu Marii Curie-Skłodowskiej, Lublin 2005, ISBN 83-227-238-57);
- Szkice polsko-francuskie XIX-XX wiek (przedmowa Małgorzata Willaume; Wojewódzka Biblioteka Publiczna im. Hieronima Łopacińskiego, Lublin 2015, ISBN 978-83-86361-48-9);
- Ferdinand Foch. Marszałek trzech narodów: Francji, Wielkiej Brytanii, Polski (Drukarnia Tekst sp. j., Lublin 2018, ISBN 978-83-63693-31-2);

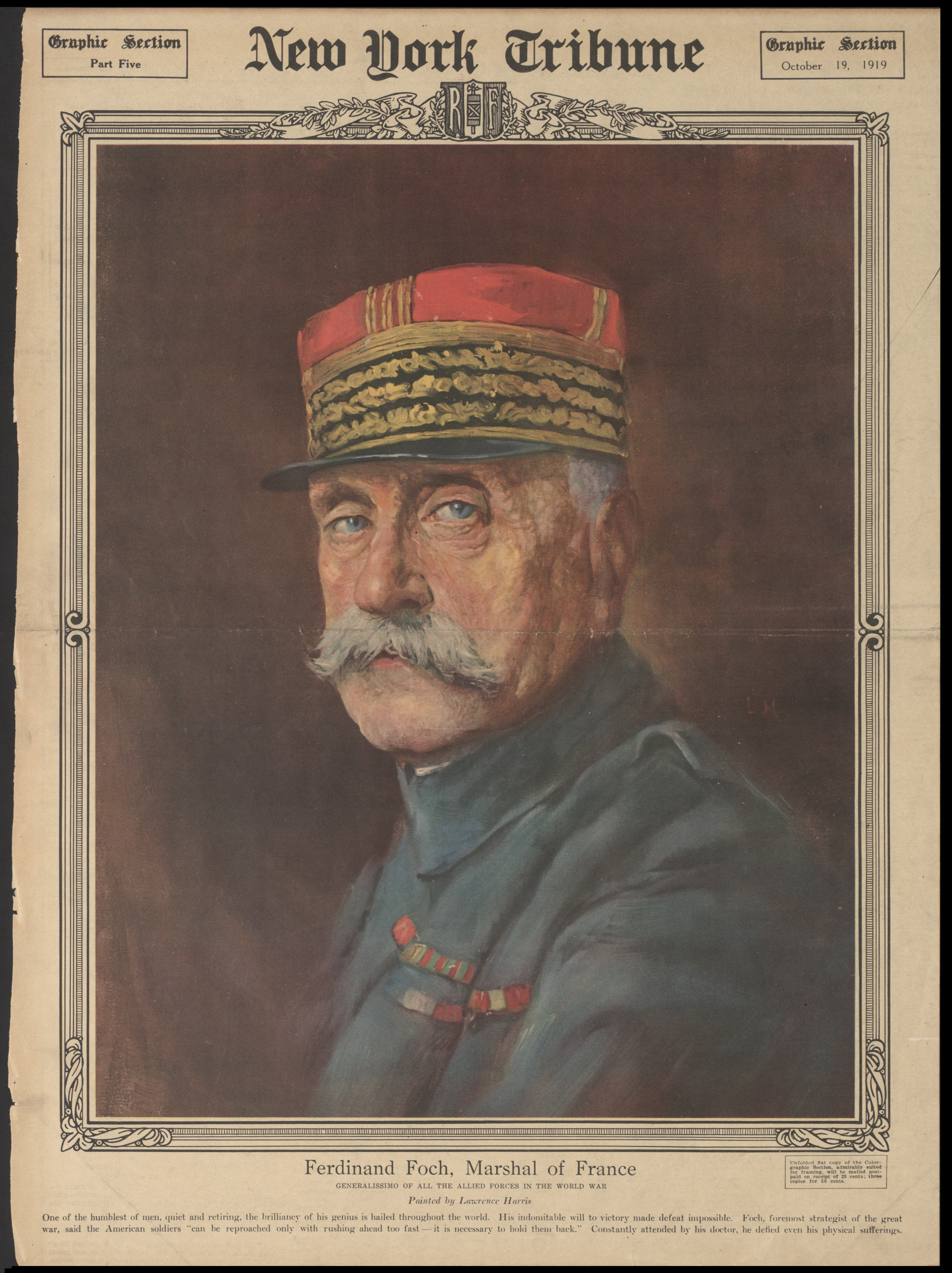
Ferdinand Foch (1851-1929) – francuski dowódca i teoretyk wojskowy, dowódca wyższych związków taktycznych armii francuskiej, marszałek Francji (1918), marszałek polny Wielkiej Brytanii (1919) i marszałek Polski (1923), szef Sztabu Generalnego, przewodniczący Rady Wojennej Sprzymierzonych, naczelny wódz Sił Sprzymierzonych – bohater biografii autorstwa Wiesława Śladkowskiego, opublikowanej w Lublinie w 2018

- Kazimierz Gregorowicz. Naczelnik cywilny województwa lubelskiego w 1863 r. i orędownik unii polsko-ukraińskiej (Wydawnictwo Poznanie Władysław Sokołowski, Warszawa 2020, ISBN 978-83-953065-2-5);
- O utraconej i odzyskiwanej Niepodległości. Studia i szkice historyczne (Wydawnictwo Poznanie Władysław Sokołowski, Warszawa-Lublin 2025, ISBN 978-83-973092-1-0).

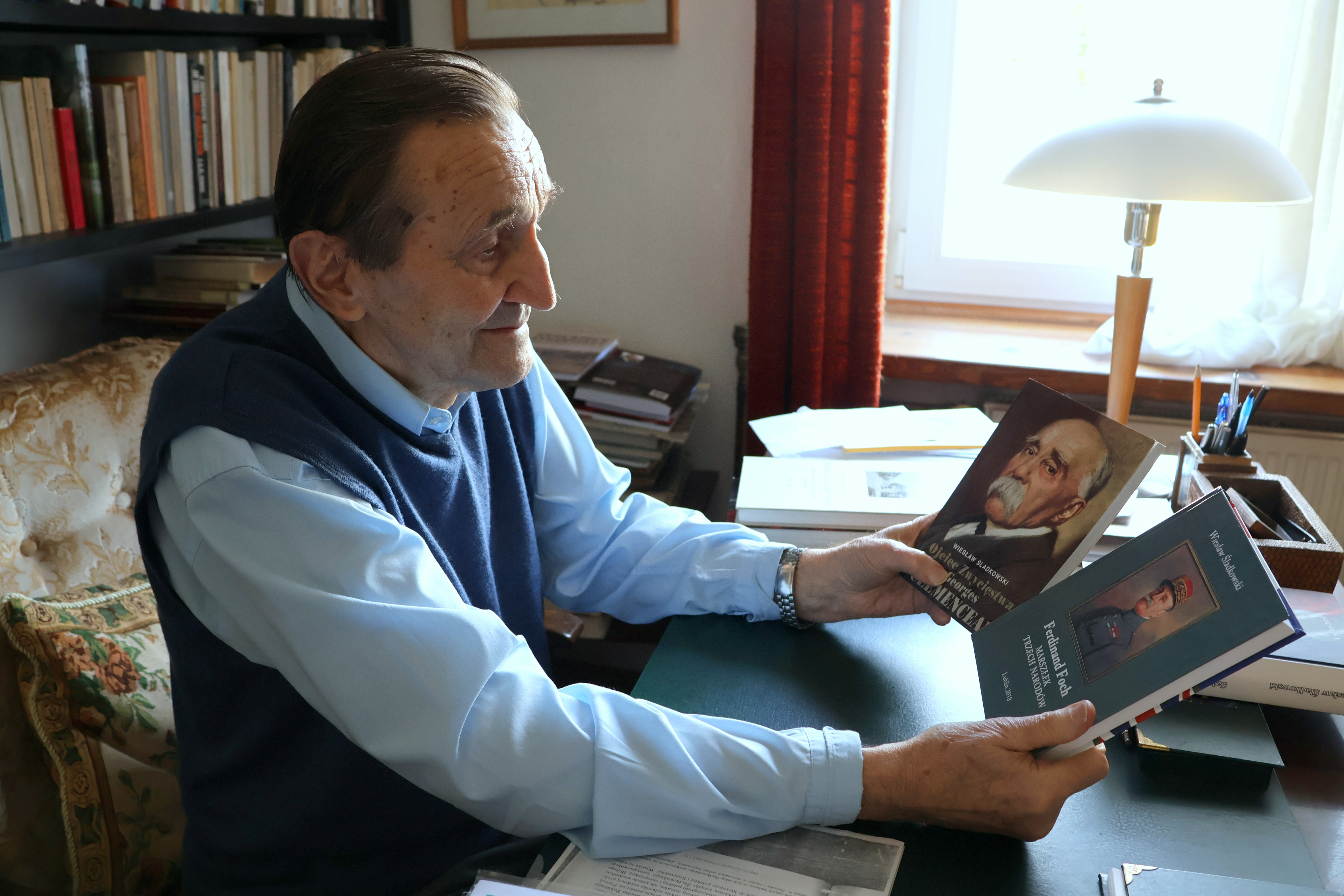
Profesor Wiesław Śladkowski z egzemplarzami swoich książek – biografiami Georgesa Clemenceau (wydanie drugie, 1998) i Ferdinanda Focha (2018); Lublin, 5 kwietnia 2025

## Współautorstwo, opracowania, udział w pracach zbiorowych (wybór)
- Udział szlachty łukowskiej w sejmiku lubelskim, [w:] Z przeszłości Ziemi Łukowskiej. Materiały sesji naukowej poświęconej przeszłości miasta Łukowa i Ziemi Łukowskiej odbytej w dniu 28 września 1958 r. (redakcja Ryszard Orłowski, Józef Ryszard Szaflik; Lubelska Spółdzielnia Wydawnicza, Lublin 1959, s. 125–128);
- Antoni Migdalski, Wspomnienia rotmistrza kawalerii narodowej z 1863/1864, [w:] Powstanie styczniowe na Lubelszczyźnie. Pamiętniki (wstęp i opracowanie; redakcja Tadeusz Mencel; Wydawnictwo Lubelskie, Lublin 1966, s. 199–223);
- Sprawa polska na Kongresie Narodowości w Lozannie (27–29 czerwca 1916), [w:] Polska – Niemcy – Europa. Studia z dziejów myśli politycznej i stosunków międzynarodowych (redakcja Antoni Czubiński, Uniwersytet im. Adama Mickiewicza, Poznań 1977, s. 340–349);
- Kazimierz Gregorowicz, Zarys główniejszych wypadków w województwie lubelskim w r. 1861 (wstęp i opracowanie; Wydawnictwo Lubelskie, Lublin 1984 [dr. 1985], ISBN 83-222-0332-2);
- Racławickiej bitwy historia i legenda, [w:] Kościuszko pod Racławicami (wspólnie z Tadeuszem Adamkiem i Adamem Andrzejem Witusikiem; Wojewódzki Komitet Stronnictwa Demokratycznego, Lublin 1984, s. 5–39);
- Dzieje Biłgoraja (wspólnie z Jerzym Markiewiczem i Ryszardem Szczygłem; autor opracowania części II W latach zaborów (1795-1918); Towarzystwo Regionalne w Biłgoraju – Wydawnictwo Lubelskie, Lublin 1985, ISBN 83-222-0307-1 ISBN 83-222-0307-1);
- Drogi do Niepodległości, [w:] Lublin w dziele odzyskania niepodległości Polski 1918. Materiały z sesji naukowej zorganizowanej przez Lubelskie Towarzystwo Naukowe 4 XI 1988 (także redakcja; Lubelskie Towarzystwo Naukowe, Lublin 1989, seria: „Prace Wydziału Humanistycznego / Lubelskie Towarzystwo Naukowe. Monografie, 0208-4996, t. 26", s. 9–16);
- Opcje polityczne Henryka Sienkiewicza, [w:] Henryk Sienkiewicz twórczość i recepcja (redakcja Lech Ludorowski; Wydawnictwo Uniwersytetu Marii Curie-Skłodowskiej, Lublin 1991, seria: „Litteraria Lublinensia 3", s. 405–417);
- Polska obecność w kulturze Francji XVIII-XX wiek (do 1939 r.) (redakcja naukowa oraz współautor, wspólnie z Małgorzatą Willaume i Stanisławem Wiśniewskim; Wydawnictwo Uniwersytetu Marii Curie-Skłodowskiej, Lublin 1991, ISBN 83-227-0372-4);
- Wychodźstwo polskie w Europie Zachodniej wobec setnej rocznicy uchwalenia Konstytucji 3 maja, [w:] Konstytucja 3 maja w tradycji i kulturze polskiej (redakcja Alina Barszczewska-Krupa; Wydawnictwo Łódzkie, Łódź 1991, ISBN 83-218-0902-2, s. 366–373);
- Uwagi o polityce Francji wobec sprawy polskiej w latach I wojny światowej, [w:] Powrót Polski na mapę Europy. Sesja naukowa poświęcona 70. rocznicy Traktatu Wersalskiego (redakcja: Czesław Bloch, Zygmunt Zieliński; Redakcja Wydawnictw KUL, Lublin 1995, ISBN 83-228-0552-7, s. 73–79);
- Kwestia włościańska w mowach emigracyjnych Księcia Adama Czartoryskiego, [w:] Wieś – chłopi – ruch ludowy – państwo. Księga pamiątkowa profesora Józefa Ryszarda Szaflika (redakcja naukowa Arkadiusz Kołodziejczyk; Ludowe Towarzystwo Naukowo-Kulturalne – Instytut Historyczny Uniwersytetu Warszawskiego, Warszawa 1996, ISBN 83-905337-1-5, s. 36–42);
- Wokół legendy o broni insurekcyjnej, [w:] Powstanie Kościuszkowskie i jego Naczelnik. Historia i tradycja. Materiały konferencji naukowej, Kraków-Wrocław, 28–30 marca 1994 r. (pod redakcją Teresy Kulak i Mirosława Frančićia; „Cracovia”, Kraków 1996, ISBN 83-86957-04-2, s. 185–194);
- Czyn niepodległościowy Polonii Francuskiej, [w:] Polonia w walce o niepodległość i granice Rzeczypospolitej (redakcja Adam Koseski; Wyższa Szkoła Humanistyczna, Pułtusk 1999, ISBN 83-88067-20-6, s. 55–73);
- Sprawa polska w czasie I wojny światowej, [w:] Pierwsza wojna światowa w literaturze polskiej i obcej – wybrane zagadnienia (redakcja: Eugenia Łoch, Krzysztof Stępnik; Wydawnictwo Uniwersytetu Marii Curie-Skłodowskiej, Lublin 1999, ISBN 83-227-1479-3, s. 11–17);
- Emigracja polska – powrót na scenę polityczną na przełomie XIX i XX w., [w:] Przełomy w historii. XVI Powszechny Zjazd Historyków Polskich, Wrocław 15–18 września 1999 roku (tom II, część 2; redakcja naukowa: Krzysztof Ruchniewicz, Jakub Tyszkiewicz, Wojciech Wrzesiński; Wydawnictwo Adam Marszałek, Toruń 2000, ISBN 83-87843-07-5, s. 65–71);.
- Komitet Paryski Ligi Polskiej (1887-1893), [w:] W kraju i na wychodźstwie. Księga pamiątkowa ofiarowana Profesorowi Sławomirowi Kalembce w sześćdziesięciopięciolecie urodzin (Wydawnictwo Uniwersytetu Mikołaja Kopernika-Uniwersytet Warmińsko-Mazurski, Toruń-Olsztyn 2001, ISBN 83-231-1357-2, s. 632–644);
- Powstania – przeszkoda czy katalizator procesów modernizacji na ziemiach polskich, [w:] Polskie powstania narodowe na tle przemian europejskich w XIX wieku (redakcja Anna Barańska, Witold Matwiejczyk, Jan Ziółek; Towarzystwo Naukowe Katolickiego Uniwersytetu Lubelskiego, Lublin 2001, ISBN 83-7306-033-2, s. 217–226);
- Czy Józef Piłsudski przewidział przebieg I wojny światowej?, [w:] Żar niepodległości. Międzynarodowe aspekty życia i działalności Józefa Piłsudskiego (Materiały z sesji okolicznościowej Międzynarodowe aspekty życia i działalności Józefa Piłsudskiego „Piłsudski światu – świat Piłsudskiemu”, Lublin, 20–21 marca 2004 roku, zorganizowanej przez Towarzystwo Przyjaciół Grodna i Wilna Oddział w Lublinie, we współpracy z władzami samorządowymi Lublina, Związkiem Piłsudczyków Oddział w Lublinie, Instytutem Historii Uniwersytetu Marii Curie-Skłodowskiej oraz Instytutem Historii Katolickiego Uniwersytetu Lubelskiego; redakcja Lech Maliszewski; Wydawnictwo Norbertinum, Lublin 2005, ISBN 83-7222-211-8, s. 50–59);
- Jana Lorentowicza nadsekwański epizod socjalistyczny, [w:] Polska-Europa-Świat. Prace politologiczne i historyczne. Księga jubileuszowa ofiarowana profesorowi Edwardowi Olszewskiemu z okazji 70. rocznicy urodzin (redakcja Maria Marczewska-Rytko i Stefan Stępień; Wydawnictwo Uniwersytetu Marii Curie-Skłodowskiej, Lublin 2007, ISBN 978-83-7784-140-2, s. 893–905);
- Liga Polska i Liga Narodowa wobec idei walki zbrojnej, [w:] Idee, państwo, ludowcy. Księga jubileuszowa z okazji 70. rocznicy urodzin profesora Jana Jachymka (redakcja naukowa: Ewa Maj, Stanisław Michałowski, Alicja Wójcik; Wydawnictwo Uniwersytetu Marii Curie-Skłodowskiej, Lublin 2009, ISBN 978-83-227-2959-5, s. 101–109);
- Pod znakiem Orła, Pogoni i Michała Archanioła. Idee unijne i federacyjne w dobie powstania styczniowego, [w:] Unia Lubelska, Unia Europejska (redakcja Iwona Hofman; Wydawnictwo Uniwersytetu Marii Curie-Skłodowskiej, Lublin 2010, ISBN 978-83-227-3246-5, s. 139–149);
- Józef Jankowski i Warszawiacy na polach bitewnych Lubelskiego i Podlasia w 1863 r., [w:] Polska-Mazowsze. Dzieje polityczno-militarne, gospodarka i kultura. Księga jubileuszowa dedykowana Profesorowi Januszowi Szczepańskiemu w 65. rocznicę urodzin i 40-lecie pracy naukowej (redakcja naukowa Adam Koseski, Romuald Turkowski; Akademia Humanistyczna im. Aleksandra Gieysztora – Oficyna Wydawnicza Aspra-JR, Pułtusk-Warszawa 2013, ISBN 978-83-7549-163-0, s. 391–401);
- Franciszek von Erlach o powstańczych bojach 1863 r. na Lubelszczyźnie, [w:] Ludzie, władza, narody, religie. Lubelszczyzna, Polska, Europa. Publikacja poświęcona Panu Profesorowi Janowi Lewandowskiemu z okazji 70. rocznicy urodzin i w celu uczczenia 45-lecia Jego pracy zawodowej (redakcja Agnieszka Kidzińska-Król; Wydawnictwo Uniwersytetu Marii Curie-Skłodowskiej, Lublin 2015, ISBN 978-83-7784-602-5, s. 425–431);
- W Księstwie Warszawskim i w Królestwie Polskim 1809–1830, [w:] Lublin. 700 lat dziejów miasta (współredaktor; pozostali autorzy: Andrzej Rozwałka, Ryszard Szczygieł, Grażyna Jakimińska, Henryk Gmiterek, Ewa M. Ziółek, Dariusz Taźbirek, Grzegorz Figiel, ks. Edward Walewander, Jan Lewandowski, Zbigniew Zaporowski, Janusz Kłapeć; Wojewódzka Biblioteka Publiczna im. Hieronima Łopacińskiego, Lublin 2017, ISBN 978-83-86361-56-4);

## Artykuły (wybór)
- 4000 lat temu w Klementowicach („Kultura i Życie” 1955, nr 22, s. 3);
- Z doświadczeń pracy Koła Historyków („Życie UMCS” 1955, rocznik 1, nr 5, s. 4);
- Grabowiec pow. Hrubieszów („Dawna Kultura” 1956, r. 3, z. 1, s.63);
- Historia ceramiki w Polsce („Kultura i Życie” 196/1956, nr 22, s. 2);
- Nowe odkrycia archeologiczne na Lubelszczyźnie („Kultura i Życie” 1957, nr 5, s. 2);
- Skład społeczny, wyznaniowy i ideologia sejmiku lubelskiego w latach 1572–1648 („Annales Universitatis Mariae Curie-Skłodowska. Sectio F, Nauki Filozoficzne i Humanistyczne”, Vol. 12, 1957, s. 129–156);

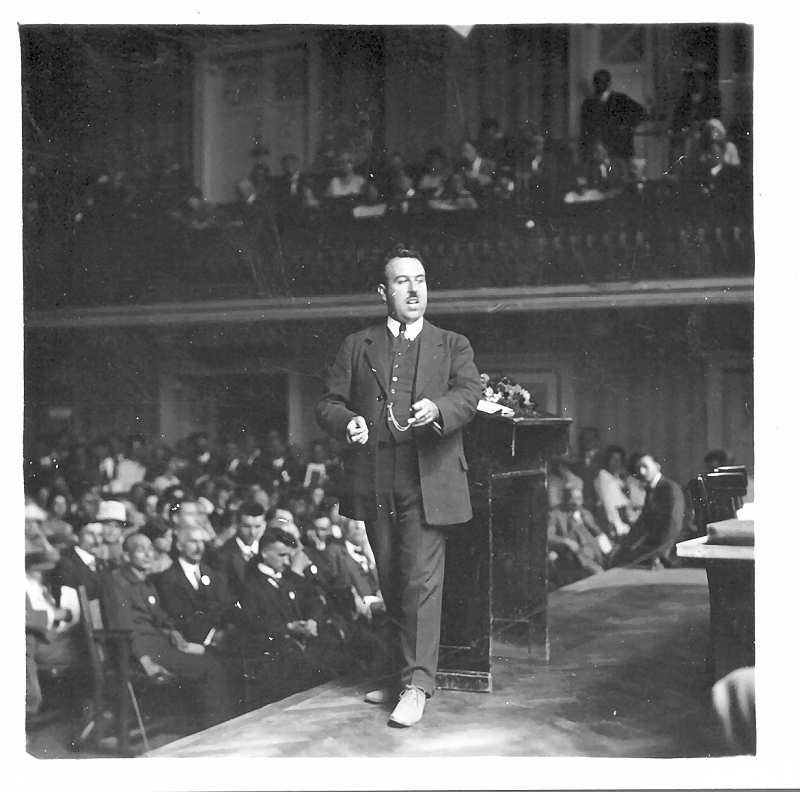
Edmond Privat (1889-1962) – szwajcarski dziennikarz, esperantysta francuskiego pochodzenia, doktor historii, profesor uniwersytecki, pisarz i dziennikarz; rzecznik sprawy polskiej. Bohater tekstu Wiesława Śladkowskiego Edmond Privat i jego działalność na rzecz Polski we Francji i Szwajcarii podczas pierwszej wojny światowej (1968)

- Ekspozycja archeologiczna Muzeum Lubelskiego („Z Otchłani Wieków” 1959, r. 25, z. 3, s. 214–217);
- Henryk Wiercieński („Z Otchłani Wieków” 1959, r. 25, z. 3, s. 230–233);
- Werbkowice pow. Hrubieszów (współautor: Jerzy Głosik; „Z Otchłani Wieków” 1959, r. 25, z. 3, s. 209–211);
- Sąd „ultima instantiae” trzech województw: sandomierskiego, lubelskiego i podlaskiego 1574-1577 („Rocznik Lubelski” 1960, t. 3, s. 37–50);
- II Ogólnopolski Zjazd Studenckich Kół Naukowych Historyków w Lublinie („Rocznik Lubelski” nr 5, 1962, s. 330–331);
- Gospodarstwo kolonistów niemieckich w południowo-wschodniej części Królestwa Polskiego (1815-1864) („Annales Universitatis Mariae Curie-Skłodowska. Sectio F, Nauki Filozoficzne i Humanistyczne”, Vol. 18, 1963, s. 117–148);
- Koloniści niemieccy a środowisko, wzajemne wpływy i oddziaływanie („Annales Universitatis Mariae Curie-Skłodowska. Sectio F, Nauki Filozoficzne i Humanistyczne”, Vol. 20, 1965 s. 161–179);
- Edmond Privat i jego działalność na rzecz Polski we Francji i Szwajcarii podczas pierwszej wojny światowej („Annales Universitatis Mariae Curie-Skłodowska. Sectio F, Nauki Filozoficzne i Humanistyczne”, Vol. 23/24, 1968-1969, s. 113–150);

- Sprawa polska w publicystyce André Tardieu („Annales Universitatis Mariae Curie-Skłodowska. Sectio F, Nauki Humanistyczne”, Vol. 29, 1974, s. 235–245);
- Uwagi nad genezą i założeniami polityki francuskiej wobec sprawy Gdańska w latach 1916–1918 („Annales Universitatis Mariae Curie-Skłodowska. Sectio F, Humaniora”, Vol. 32, 1977, s. 125–133);
- Georgesa Clemenceau zainteresowanie Polską („Kwartalnik Historyczny”, Rocznik 87 nr 1, 1980, s. 69–84);
- Juliusz Willaume, souvenir posthume („Annales Universitatis Mariae Curie-Skłodowska. Sectio F, Humaniora”, Vol. 35/36, 1982, s. I-VII);
- O działalności polonofilskiej Marca Sangniera („Annales Universitatis Mariae Curie-Skłodowska. Sectio F, Humaniora”, Vol. 37, 1982, s. 411–430);

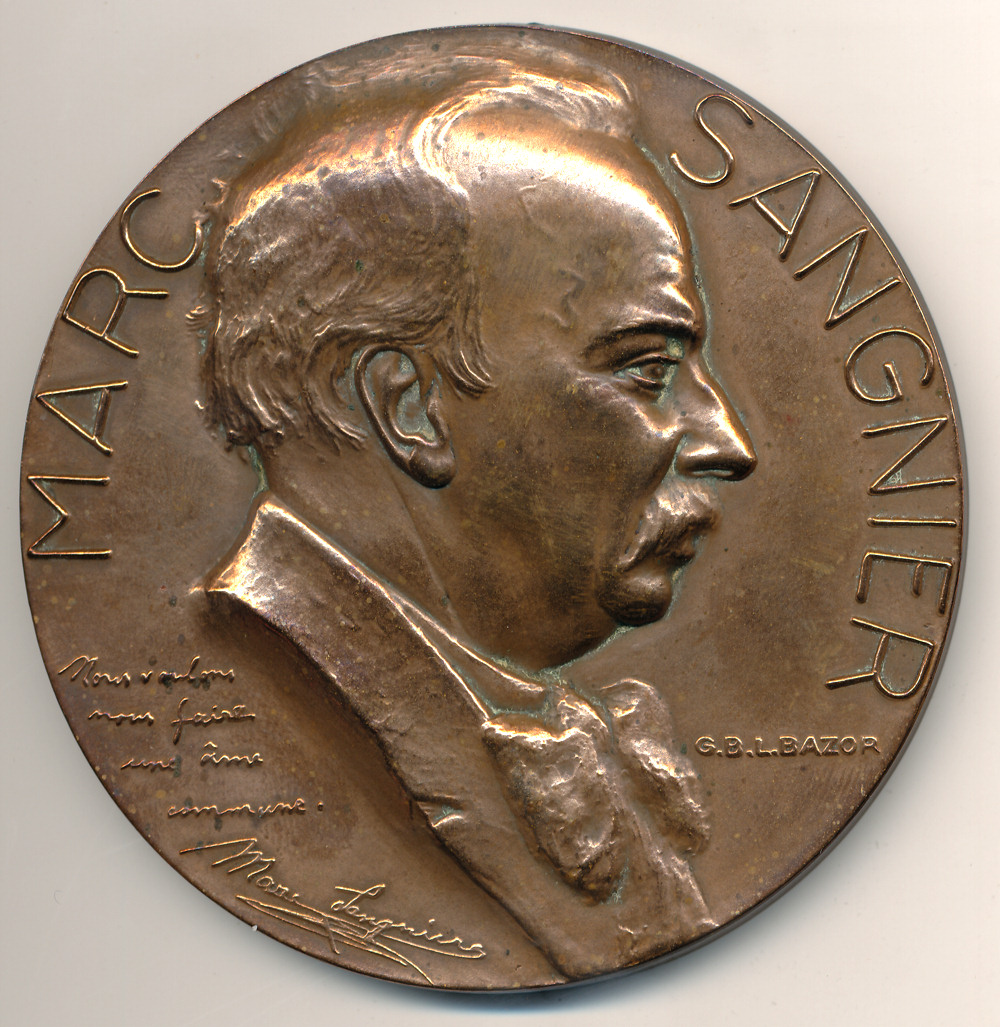
Marc Sangnier (1873-1950) – francuski polityk, działacz społeczny, publicysta, współzałożyciel i redaktor pisma „Le Sillon”, wokół którego stworzył ruch chrześcijańsko-demokratyczny (1899). Bohater tekstu Wiesława Śladkowskiego O działalności polonofilskiej Marca Sangniera (1982)

- Maria Skłodowska-Curie. W 50-lecie śmierci wielkiej uczonej (wspólnie z Małgorzatą Willaume; „Kamena”, 1984, nr 14, s. 3);
- Dziejopis narodowy. W 200-lecie urodzin Joachima Lelewela („Kamena”, 1986, nr 6, s. 7);
- Clémenceau et la Pologne („Annales Universitatis Mariae Curie-Skłodowska. Sectio F, Historia”, Vol. 41/42, 1986/1987, s. 1–33);
- Polacy we francuskiej nauce historycznej przełomu XIX i XX stulecia („Annales Universitatis Mariae Curie-Skłodowska. Sectio F, Historia”, Vol. 43/44, 1988/1989, s. 139–153);
- Leon Frankowski w świetle nowych badań („Annales Universitatis Mariae Curie-Skłodowska. Sectio F, Historia”, Vol. 48, 1993, s. 243–262);
- Dokumenty programowe powstania styczniowego („Rocznik Lubelski”, t. 33/34, 1991/1992, Lublin 1994, s. 5–17);
- Volumen L – od nauk filozoficznych i humanistycznych do historii („Annales Universitatis Mariae Curie-Skłodowska. Sectio F, Historia”, Vol. 50, 1995, s. 1–9);
- Idee federacyjne Kazimierza Gregorowicza („Annales Universitatis Mariae Curie-Skłodowska. Sectio F, Historia”. Vol. 51, 1996, s. 63–73);
- Księcia Adama Czartoryskiego wizja przyszłej Polski („Annales Universitatis Mariae Curie-Skłodowska. Sectio K”, Vol. 6, 1999, s. 87–93);
- Z Montmorency na Wawel („Annales Universitatis Mariae Curie-Skłodowska. Sectio FF, Philologiae”, Vol. 19, 2001, s. 31–38);
- Realia historyczne w powieści Gabrieli Zapolskiej „Zaszumi las” („Annales Universitatis Mariae Curie-Skłodowska. Sectio FF, Philologiae”, Vol. 20/21, 2002/2003, s. 459–471);
- Emigracja polska we Francji wobec stulecia powstania kościuszkowskiego („Res Historica”, t. 20, 2005, s. 265–270);
- Kwestie społeczne w programie i propagandzie Ligii Polskiej („Res Historica”, t. 23, 2006, s. 139–144);
- Liga Polska – reminiscencje wydarzeń sprzed lat 120 („Annales Universitatis Mariae Curie-Skłodowska. Sectio F, Historia”, Vol. 60, 2006, s. 79–115);
- Juliusz Willaume i Tadeusz Mencel jako badacze dziejów Księstwa Warszawskiego („Annales Universitatis Mariae Curie-Skłodowska. Sectio F, Historia”, Vol. 62, 2007, s. 85–90);
- Leon Frankowski i oddział lubelsko-puławski w powstaniu styczniowym, [w:] Rok 1863 w kilku odsłonach (redakcja Eugeniusz Niebelski; Wydawnictwo KUL, Lublin 2016, ISBN 978-83-8061-170-2, s. 65–75);
- Pożegnanie (wspomnienie o Małgorzacie Willaume; „Annales Universitatis Mariae Curie-Skłodowska. Sectio F, Historia”, Vol. 76, 2021, s. 423–424);